# Джексон, Рэйчел
Рэйчел Донельсон Робардс Джексон (англ. Rachel Donelson Robards Jackson; 15 июня 1767 — 22 декабря 1828) — жена президента США Эндрю Джексона.

## Биография
Рэйчел Донельсон родилась в Нэшвилле, округ Галифакс, Виргиния, она была одной из одиннадцати детей в семье полковника Джона Донельсона (1718—1785) и его жены Рэйчел Донельсон, урождённой Стокли (1730—1801), у неё было семь братьев и три сестры, среди которых был Джон Донельсон (1755—1830), который впоследствии стал отцом неофициальной первой леди США Эмили Донельсон. В детстве её считали довольно красивой и непоседливой. До встречи с Эндрю Джексоном состояла в браке с капитаном Льюисом Робардсом, который обладал ревнивым характером и иррациональным умом. Джексон прибыл в Нэшвилл в 1788 году, а делая предложение Рэйчел полагал, что она разведена. В 1794 году состоялась свадьба Донельсон и Джексона. Во время выборов 1828 года Джексон была обвинена Джоном Куинси Адамсом в полиандрии. В том же году она умерла. Эндрю Джексон обвинил оппозицию в её смерти. Сегодня выборы 1828 года, по мнению некоторых историков, могут быть одними из подлых в американской истории.
На могиле жены Джексон написал эпитафию: «Здесь лежат останки госпожи Рэйчел Джексон, жены президента Джексона, которая умерла 22 декабря 1828 года в возрасте 61 года. Лицо её было справедливым, приятным и сердечным, а характер любезным. Она рада за освобождение своих близких, и горда за свои либеральные и непритязательные методы. Для бедных она была благотворителем, для богатых примером, несчастному была утешителем, к преуспевающему украшением. Её жалость шла рука об руку с благосклонностью. Она благодарила Творца за возможность делать хорошее. Она была столь нежной и благосклонной, что клевета могла её ранить, но не опозорить. Даже смерть, оторвавшая её от рук мужа, пересадила её на лоно Бога». По словам внучки Рэйчел, Рэйчел Джексон Лоуренс, Джексон посещал могилу жены каждую ночь на закате.
С 1829 по 1836 год обязанности Первой леди исполняла племянница Рэйчел Джексон, Эмили Донельсон.